# Медии в Бразилия
Бразилската преса води началото си от 1808 г. с идването на португалското кралско семейство, бидейки дотогава забранен всякакъв вид печатни произведения, били те вестници или книги. За рождение на бразилската преса официално се счита датата 13 май 1808, когато в Рио де Жанейро, се създава Придворната печатница, днес Националната печатница, от принца-регент Жуау VI.
Газета на Рио де Жанейро, първият вестник публикуван в Бразилия, започва да се разпространява на 10 септември 1808 г. Днес пресата се е превърнала в средство за масово осведомяване и издава големи вестници, които са сред най-издаваните по тираж в страната и в света, като напр. Фоля ди Сао Пауло, О Глобо и Естадо ди Сао Пауло.
Радиото възниква в Бразилия на 7 септември 1922 г., като първата трансмисия е една реч на тогавашния президент Епитасио Песоа, но действителното редовно излъчване започва на 20 април 1923 със създаването на „Радио Сосиедаде до Рио де Жанейро“. През 1930-те започва търговската ера на радиото, с разрешение на реклами в програмата, приемането на артисти на работа в студиата и техническото развитие на сектора. С появата на сапунените опери и с популяризирането на програмата, през 1940-те започва т.нар. златна ера на бразилското радио, със силно въздействие върху бразилското общество, подобно на това, което днес имат телевизията или интернет. Със създаването на телевизията, радиото преминава през трансформации, от което сериали, художници, сапунени опери и ток шоута се заменят с музика, и обществено полезни услуги. През 1960-те възникнат FM радиата, които излъчват много повече музика за слушателите.
Телевизията в Бразилия започва официално да излъчва на 18 септември 1950 г., със съдействието на бразилския адвокат, журналист и политик Азис Шатобриан, който основава първата телевизия в страната, Телевизия Тупи. Оттогава телевизията се разраства, създавайки големи ТВ мрежи, като Глобо, Рекорд, СБТ и Бандейрантес. Днес тя е важен фактор в модерната народна култура на бразилското общество. Цифровата телевизия започва да излъчва в 20:30 часа на 2 декември 2007 г., първоначално в Сао Пауло, за японската общност.